# Jacek Karnowski (polityk)
Jacek Krzysztof Karnowski (ur. 16 sierpnia 1963 w Gdańsku) – polski polityk i samorządowiec, doktor nauk ekonomicznych, prezydent Sopotu (1998–2023), prezes stowarzyszenia Tak! Dla Polski (od 2021), poseł na Sejm X kadencji (od 2023), sekretarz stanu w Ministerstwie Funduszy i Polityki Regionalnej (od 2024).

## Życiorys
Syn Karola i Teresy. Ojciec pełnił kierownicze funkcje w DOKP w Gdańsku. Jacek Karnowski ukończył w 1988 studia na Wydziale Budownictwa Lądowego Politechniki Gdańskiej. W 2008 obronił na Uniwersytecie Gdańskim pracę doktorską z zakresu nauk ekonomicznych pt. Warunki rozwoju miast centralnych metropolii w Polsce. Aspekty finansowe.
Jest członkiem nadzwyczajnym Światowego Związku Żołnierzy Armii Krajowej, członkiem Zrzeszenia Kaszubsko-Pomorskiego, założycielem sopockiego WOPR (w którym był ratownikiem), sternikiem jachtowym i motorowodnym oraz instruktorem narciarskim.
Działalność polityczną rozpoczął na studiach w 1986 jako członek Ruchu Młodej Polski. Od 1990 do 1998 sprawował funkcję wiceprezydenta Sopotu. W wyborach w 1991 bezskutecznie kandydował do Sejmu z listy Koalicji Republikańskiej. Od 1992 działał w Partii Konserwatywnej i następnie w Stronnictwie Konserwatywno-Ludowym (m.in. jako przewodniczący regionu). W 1998 z listy AWS po raz kolejny został radnym, w tym samym roku następnie objął urząd prezydenta miasta. W 2001 znalazł się wśród założycieli regionalnych struktur Platformy Obywatelskiej. W 2002 w pierwszej turze wygrał bezpośrednie wybory na urząd prezydenta miasta. W 2006 został prezydentem również w pierwszej turze, uzyskując 63,47% głosów.
W lipcu 2008 trójmiejski przedsiębiorca Sławomir Julke zawiadomił prokuraturę o podejrzeniu popełnienia przez Jacka Karnowskiego przestępstwa żądania korzyści majątkowej w postaci dwóch mieszkań w zamian za zgodę na dobudowanie piętra w zabytkowej kamienicy (tzw. afera sopocka). Jacek Karnowski zaprzeczył oskarżeniom i stwierdził, że biznesmen rzeczywiście prosił go o zgodę na przebudowę budynku, został jednak odesłany do konserwatora zabytków. Po ujawnieniu nagrania rozmowy w tej sprawie zawiesił swoje członkostwo w Platformie Obywatelskiej, a następnie z niego zrezygnował.
W styczniu 2009 prokurator przedstawił mu osiem zarzutów, m.in. korupcyjnych, składając wniosek o zastosowanie tymczasowego aresztowania, który nie został uwzględniony przez sąd. Jacek Karnowski poparł pomysł zorganizowania referendum lokalnego w przedmiocie jego odwołania. Wniosek, pod którym podpisało się ponad 4,5 tysiąca osób, złożyła w Krajowym Biurze Wyborczym w Gdańsku grupa obywatelska. Wcześniej (pod koniec lutego) projekt uchwały w przedmiocie takiego referendum przygotowali radni PO, lecz potem zrezygnowali z jego przegłosowania. Datę referendum wyznaczono na 17 maja 2009. W głosowaniu osiągnięto wymagany próg frekwencji (ok. 40%), spośród głosujących większość ok. 62% opowiedziała się przeciwko odwołaniu Jacka Karnowskiego z zajmowanego stanowiska.
W czerwcu 2010 prokurator Prokuratury Apelacyjnej w Gdańsku skierował akt oskarżenia o sześć czynów (miesiąc wcześniej postępowanie co do dwóch zarzutów zostało umorzone). We wrześniu 2010 uprawomocniło się orzeczenie sądu I instancji, na mocy którego z uwagi na braki w materiale dowodowym akt oskarżenia został zwrócony prokuratorowi. W grudniu tego samego roku Jacek Karnowski po raz czwarty został prezydentem Sopotu, uzyskując 51,4% głosów w drugiej turze wyborów. Był też w międzyczasie wiceprezesem Związku Miast Polskich.
W grudniu 2011 prokurator Prokuratury Apelacyjnej w Gdańsku ponownie skierował akt oskarżenia przeciwko Jackowi Karnowskiemu, tym razem zarzucając mu popełnienie czterech przestępstw korupcyjnych i urzędniczych (m.in. dotyczący rzekomego żądania od Sławomira Julke korzyści majątkowej w postaci dwóch mieszkań), w sprawie pozostałych czynów doszło do umorzenia postępowania na etapie śledztwa. Sąd Rejonowy w Sopocie umorzył postępowanie co do trzech czynów oraz ponownie dokonał zwrotu prokuratorowi w części związanej z działaniami Sławomira Julke. Sąd Okręgowy w Gdańsku w wyniku zażalenia prokuratora utrzymał umorzenie co do jednego z zarzutów oraz co do zwrotu, uchylając je w pozostałym zakresie. W grudniu 2013 prokurator umorzył postępowanie w odniesieniu do kolejnych zarzutów, w tym związanych z nagraniem przedstawionym przez Sławomira Julke. W październiku 2015 Jacek Karnowski został przez Sąd Rejonowy w Sopocie w I instancji uniewinniony od popełnienia większości pozostałych zarzucanych mu czynów, jednocześnie postępowanie o czyn polegający na poświadczeniu nieprawdy zostało warunkowo umorzone. W październiku 2016 decyzję tę utrzymał w mocy Sąd Okręgowy w Gdańsku. W styczniu 2018 Sąd Najwyższy uznał za bezzasadną kasację prokuratora od tego wyroku.
W 2014 i 2018 z powodzeniem ubiegał się o prezydencką reelekcję, wygrywając wówczas wybory w pierwszej turze. Zasiadł w kapitule nagrody im. księdza Józefa Tischnera. Został też współprzewodniczącym jury konkursu rzeźbiarskiego Baltic Horizons. W 2021 objął funkcję prezesa zarządu samorządowego stowarzyszenia Tak! Dla Polski. W wyborach parlamentarnych w 2023 uzyskał mandat posła X kadencji, kandydując z ramienia Koalicji Obywatelskiej w okręgu gdańskim i otrzymując 55 069 głosów. W konsekwencji zakończył pełnienie funkcji prezydenta Sopotu. W grudniu 2023 został zastępcą przewodniczącego sejmowej komisji śledczej ds. wyborów korespondencyjnych. 25 czerwca 2024 został powołany na stanowisko sekretarza stanu w Ministerstwie Funduszy i Polityki Regionalnej. W czerwcu 2025 ponownie przystąpił do Platformy Obywatelskiej.

## Odznaczenia i wyróżnienia
W 2003 odznaczony Srebrnym Krzyżem Zasługi (za zasługi w działalności samorządowej). Otrzymał także papieski medal Pro Ecclesia et Pontifice, Medal „Pro Memoria”, Odznakę „Zasłużony Działacz Kultury”, Srebrny Medal „Za Zasługi dla Pożarnictwa”, Złotą Odznakę „Zasłużony Działacz Kultury Fizycznej”, Srebrny Medal za Zasługi dla Policji, Odznakę Honorową za Zasługi dla Samorządu Terytorialnego, Złotą Odznakę Polskiego Związku Koszykówki oraz Nagrodę im. Grzegorza Palki. W 2019 podczas X Kongresu Regionów we Wrocławiu został wyróżniony tytułem „Superprezydenta” tygodnika „Newsweek Polska” za trzykrotne zwycięstwo w rankingu najlepszych prezydentów miast.

## Wyniki w wyborach ogólnopolskich
| Wybory | Komitet wyborczy | Komitet wyborczy       | Organ           | Okręg | Wynik          |
| ------ | ---------------- | ---------------------- | --------------- | ----- | -------------- |
| 1991   |                  | Koalicja Republikańska | Sejm I kadencji | nr 22 | 723 (0,15%)    |
| 2023   |                  | Koalicja Obywatelska   | Sejm X kadencji | nr 25 | 55 069 (8,94%) |